# Pematang Baru
Pematang Baru is een bestuurslaag in het regentschap Lampung Selatan van de provincie Lampung, Indonesië. Pematang Baru telt 1117 inwoners (volkstelling 2010).